# Aelius Granianos
Aelius Granianos (gr. Αίλιος Γρανιανός) – starożytny grecki biegacz żyjący w II wieku n.e., kilkukrotny olimpijczyk.
Pochodził z Sykionu. Pierwsze zwycięstwo na igrzyskach olimpijskich odniósł w 133 roku, startując w stadionie chłopców. Później, już jako dorosły mężczyzna, zdobywał wieńce w diaulosie i biegu w zbroi (137 r.) oraz dwukrotnie w pięcioboju (137 i 141 r.).